# Acropiesta sciarivora
Acropiesta sciarivora är en stekelart som först beskrevs av Jean-Jacques Kieffer 1907.  Acropiesta sciarivora ingår i släktet Acropiesta, och familjen hyllhornsteklar. Arten är reproducerande i Sverige.